# Преступление без потерпевшего
Преступление без потерпевшего — термин, используемый для обозначения действий, запрещённых законом, но не наносящих вреда здоровью и правам окружающих.
Часто им также обозначают преступление по взаимному согласию двух или более лиц, в котором никакие другие лица не участвуют. К примеру, в США понятие «преступление без потерпевшего» включает в себя проституцию, азартные игры и употребление нелегальных веществ. Эдвин Шур и Хьюго Бедоу в своей книге «Преступление без потерпевшего: две стороны спора» отмечают: «многие из этих законов порождают вторичные преступления и приводят к появлению новых „преступников“ из числа тех, кто ещё вчера были законопослушными гражданами». Это, в частности, причина, по которой США находятся на первом месте в мире по числу заключённых на 100 тысяч населения. Термин «преступление без потерпевшего» не используется в юриспруденции, но часто используется для того, чтобы выразить сомнение в эффективности прошлого, действующего или предлагаемого законодательства; или же для того, чтобы обратить внимание на непреднамеренные последствия его же. Например, в политике лоббисты часто используют это выражение в адрес неугодных им законов, подразумевая, что данный закон должен быть отменён.

## Квалификация
Несколько примеров действий, не наносящих, с точки зрения Либерально-демократической партии Австралии, третьим лицам вреда, квалифицируемых в некоторых странах как преступления:
- поездка непристёгнутым в машине или без шлема на мотоцикле;
- бейсджампинг;
- участие в боях без правил;
- покупка и употребление в рекреационных целях психоактивных веществ;
- просмотр порнографии;
- нагота в публичных местах;
- занятие и/или пользование услугами проституции.

В правовом государстве уголовное право определяет законодательная власть, в свою очередь избираемая суверенными индивидами. Преступление (в отличие от гражданского правонарушения или деликта) является нарушением закона и не подразумевает обязательного наличия индивидов в роли потерпевших. Нарушением закона может быть и только лишь подготовка преступления (субъективная сторона преступления в отсутствие объективной стороны), например покушение на убийство, насилие в отношении юридического лица (в отличие от насилия над физическим лицом), или так называемые преступления против общественного порядка (или общественного договора, или государства), такие как уклонение от уплаты налогов, государственная измена, или, в теократических государствах, богохульство.
Преступление без потерпевшего, согласно принципу предотвращения вреда, который сформулировал Джон Стюарт Милль, не имеет жертвы, поскольку любые действия индивида в отношении самого себя строго суверенны, в отличие от действий, направленных против общества или государства.
В демократическом обществе принятие закона, карающего «преступление без потерпевшего», как правило, в итоге приводит к отмене этого закона, как это случилось с уголовным преследованием гомосексуализма (см. Законы против содомии), отменённым в большинстве демократических стран к концу XX в. Более сурово общество относится к попыткам легализации эвтаназии (легальна в Японии, Канаде, Нидерландах, Бельгии, Швейцарии, Албании, Орегоне и Вашингтоне) и употребления конопли (см. Легальность конопли по странам).

## Неоднозначность трактовки
Понятие «преступления без потерпевшего» по сути спорно. Законы, по официальной точке зрения, принимаются для защиты людей, следовательно, преступлением, как правило, считаются действия, в результате которых индивид или группа людей оказываются пострадавшими, однако зачастую используемые критерии весьма абстрактны. Таким образом, можно выделить пять возможных трактовок «преступления без потерпевшего».
Во-первых, преступления по взаимному согласию, не наносящие (как правило) никому вреда (например, мужеложество в США до процесса «Лоуренс против Техаса»).
Во-вторых, преступления, в которых вред причиняется самому себе, например самоубийство или употребление наркотиков. Поскольку «преступник» сам решил причинить себе вред, у данных «преступлений» нет «потерпевшего» в обычном смысле слова.
В-третьих, преступления против абстрактного «общества» или группы лиц, без наличия конкретного потерпевшего. Например, езда на автомобиле без страховки (там, где страхование обязательно по закону).
В-четвёртых, преступления против неконкретных или нефизических «потерпевших», таких как правительство. Этот тип преступлений считается преступлением без потерпевшего не потому, что никому не наносится вреда, а потому, что реципиент вреда не может считаться «потерпевшим» в традиционном уголовном понимании. Таким образом, это скорее вопрос определения понятия «потерпевшего», нежели вопрос о факте нанесения вреда.
И в-пятых, преступления с конкретными «потерпевшими», связанные с непозволением «потерпевшим» совершить узаконенное правонарушение.

### Добровольность согласия
Важной частью преступления без потерпевшего является наличие добровольного согласия между сторонами, даваемого в здравом уме и с полным пониманием смысла совершаемых действий. Детям и другим недееспособным лицам может быть отказано в праве давать согласие на определённые действия, поскольку им не хватает когнитивных способностей, чтобы понять смысл этих действий и их последствий, но критерии возрастной дееспособности могут сильно различаться. Законный опекун может давать согласие от имени ребёнка или недееспособного лица, признанного таковым в законном порядке. В разных законодательствах используются различные определения и критерии добровольного согласия. С постулированием обязательности согласия четвёртый тип из приведённых выше не может считаться «преступлением без потерпевшего».

## Сторонники реформы
В целом, социальное либертарианство утверждает, что законы, запрещающие преступление без потерпевшего, не имеют рациональных или моральных обоснований в свою пользу, поэтому они должны быть отменены. Также утверждается, что вред от деятельности, направленной на искоренение подобных действий, во много раз больше вреда от их совершения, таким образом, отмена данных запретов мотивируется теми же принципами снижения вреда, которыми изначально мотивировалось их установление.

### Свобода личности
Сторонники отмены преследования «преступления без потерпевшего» верят в право каждой личности на политическую свободу. Согласно этому принципу, индивиды имеют право участвовать в любых действиях, каких захотят, если эти действия не наносят вреда окружающим, даже в тех случаях, когда индивид хочет нанести вред самому себе. В данном случае, государство не имеет права диктовать людям определённое поведение, пока их поведение не нацелено на причинение вреда другим. Эти принципы в либертарной философии известны как суверенитет личности и принцип ненападения.
Многие преступления без потерпевшего начинаются с желания людей купить продукцию, которая запрещена или ограничивается на «белом рынке». Высокий спрос на запрещённую продукцию приводит к тому, что люди начинают искать то, что они хотят получить, на чёрном рынке, что, в свою очередь, создаёт монополию преступности в данной сфере. Подобный «криминальный тариф» стимулирует появление и рост хорошо организованных преступных группировок. Организованная преступность, в свою очередь, стремится расширить зоны своего влияния. Огромные прибыли обеспечивают достаточно средств для подкупа государственных должностных лиц, а также капитал для диверсификации.

### Экономические последствия
Сторонники реформы утверждают, что отказ от законодательного преследования за преступления без потерпевшего обеспечил бы прибыль свыше 200 миллиардов долларов. Также утверждается, что отмена законодательного преследования увеличила бы количество рабочей силы посредством реабилитации осуждённых, что также дало бы возможность меньше тратить на содержание множества заключённых, и позволило бы полиции уделять больше времени ловле настоящих преступников.
Также часто говорят, что законы, якобы нацеленные на «уменьшение преступности», на практике приводят к прямо противоположным последствиям: к примеру, «Война против наркотиков» полностью отдаёт все запрещённые вещества на откуп криминалитету, создаёт искусственный дефицит и делает незаконную торговлю существенно прибыльнее. При этом какого-либо значительного уменьшения торговли наркотиками в целом не происходит. Организованная преступность, в свою очередь, начинает преследовать преступление без потерпевшего, создавая уголовную субкультуру, затягивая в неё тех, кто не может покупать на рынке из-за законодательных запретов, втягивает их в преступную деятельность и требует жить по криминальным «понятиям». Что, в свою очередь, провоцирует неуважение к частной собственности, провоцирует насилие и месть, и вводит легальную экономику в широкую депрессию во всех «законодательно регулируемых» сферах.

### Экономические недостатки Войны против наркотиков
«Война против наркотиков» — типичный пример преступления без потерпевшего. Употребление психоактивных веществ не наносит прямого вреда окружающим, за исключением ситуаций, когда невозможность легально достать вещества подталкивает к насилию. В упомянутой книге Бедоу и Шур приводят пример: в 1974 году «в Англии героин продавался в аптеке по 6 центов за грамм. В то же время в Америке героин продавался у подпольных торговцев от 30 до 90 долларов за грамм.» Легко видеть, какой доход от подобных запретов имеет преступность.
Если бы запрещённые вещества продавались легально, на «белом рынке», это привело бы к резкому падению цены на них, что также бы резко уменьшило количество совершаемых «вторичных преступлений» с целью достать денег на вещество. И соответственно, если людям не нужно будет совершать преступления и можно будет покупать вещества дёшево и легально, это уменьшит выгоду для организованной преступности. Множество ОПГ основную прибыль получает именно с торговли запрещёнными веществами; декриминализация этой сферы нанесла бы внушительный удар теневой экономике.
Уголовное преследование преступлений без потерпевшего не только создаёт чёрный рынок с огромными прибылями, но также наказывает миллионы людей за действия, которые не причиняли никому вреда, лишая их возможности трудоустройства и нормальной жизни, и заставляя переводить ресурсы общества на укрупнение тюремной инфраструктуры. Количество арестов за употребление веществ увеличивается с каждым годом. По сведениям Бюро судебной статистики, за период 1980—2009 гг. «количество арестов за хранение или использование наркотиков выросло вдвое среди белого населения и втрое среди чёрного».

## Сторонники сохранения статус-кво
Противники декриминализации «преступления без потерпевшего», как правило, выдвигают нижеследующие аргументы.

### Право большинства
С чистой демократической точки зрения правительства, право большинства всегда больше, чем право меньшинства. Таким образом, если какое-либо деяние является недопустимым по мнению большинства, то, даже если в результате этого деяния никто не пострадал, представители большинства имеют право запрещать и наказывать за эти действия. С этой точки зрения, нет никаких неотъемлемых прав личности, только абсолютное коллективное право большинства.

### Принципиальная невозможность согласия
Эта позиция утверждает принципиальную неправомерность и невозможность согласиться на определённые действия. К примеру, в случае «en:Operation Spanner», суд Великобритании вынес вердикт, лишающий индивида юридического права получать телесные повреждения в процессе садомазохистских сексуальных действий. Однако, в некоторых странах признаётся право человека на эвтаназию.
Другой похожий аргумент гласит, что человек, имеющий полную информацию о последствиях, определённо не стал бы совершать подобных действий. То есть, данное преступление не является «преступлением без потерпевшего» из-за отсутствия полноценного согласия. Например, есть мнение что употребление метамфетамина является настолько разрушительным для личности, что ни один человек, зная о последствиях, не стал бы его употреблять. Таким образом, закон оберегает людей от совершения вредоносных действий, поскольку совершающие их люди «сами не ведают, что творят».

### Благо общества
Множество законодательств составлено не по принципу защиты индивида, а по принципу защиты государства. Они постулируют, что непосредственный ущерб от определённых видов деятельности настолько велик, что людей необходимо защищать от совершения данных действий путём законодательного запрета, вне зависимости от желания самих людей.
К примеру, психологическая зависимость от некоторых видов деятельности, таких как употребление наркотиков или азартные игры, может сильно повредить эффективности человека в его профессиональной деятельности, увеличить страховые расходы или оказать вредное воздействие на взаимоотношения с семьёй и друзьями, которым это может причинить достаточно вреда, чтобы счесть их потерпевшими. Примерно так же, как законы, предписывающие в обязательном порядке использовать ремни безопасности, призваны защитить людей от травм и смертельных случаев, таким образом заботясь о выгоде общества в целом, поскольку в традиционном обществе финансовая поддержка семей раненых или погибших, также как и отчисления на социальное обеспечение, начисляются за счёт налогов с граждан.
Некоторые типы поведения, по мнению сторонников запретов, разрушают само общество и его традиции, даже если никому не наносится вреда, или же вред наносится по взаимному согласию, или потерпевший вообще не является человеком. Например, мучительство животных запрещено не потому, что «животные имеют права», но потому что получение удовольствия от совершения насилия над живыми существами — это серьёзная социальная проблема, которую следует решать. Упомянутый пример с «en:Operation Spanner» — это другой пример того, когда судебным вердиктом устанавливается неправильность садомазохизма и правительство ставит подобные деяния, даже совершаемые по согласию, вне закона.
Данные законодательные запреты часто заявляют своей целью сохранить нравственность в обществе, или же предотвратить преступления против Бога (в частности, распущенность или кощунство, в церковном понимании). Как правило, подобные аргументы звучат в обществах, где основой законодательства служат религия, моральный кодекс или социальные традиции. Эти аргументы часто оспариваются в не-теократических обществах.
Кроме того, иные «преступления без потерпевшего» могут быть запрещены законодательно, поскольку чрезвычайно способствуют совершению настоящих преступлений. В пример часто приводят употребление наркотиков и азартные игры. В качестве альтернативного метода борьбы с преступлениями такого рода часто предлагают законодательное регулирование данных сфер деятельности.
Одна из проблем с такого рода аргументами в том, что подобные запреты ущемляют права личности, размывают критерии определения потерпевшего, и по сути вредят именно обществу в целом. Например, такие общественные организации, как DRCnet, NORML и другие движения за легализацию, утверждают, что законодательные запреты данной деятельности наносят вред обществу в целом, поскольку разрушают свободный рынок и провоцируют рост теневой экономики.

### Благо индивида
Данный вид аргументации утверждает, что общество вправе запрещать индивиду совершать действия во вред самому себе. Доводы в защиту этой точки зрения сводятся к тому, что вред, который люди наносят сами себе, совершая определённые действия, настолько велик, что проще сразу запретить эти действия законодательно.
Проституция, за исключением ситуаций с причинением реального насилия, таких как сексуальное рабство или изнасилование проститутки, часто преследуется именно как преступление без потерпевшего. Однако, даже в таком ключе, иногда потерпевшей считается именно проститутка, поскольку закон считает её «объектом эксплуатации»; например, законодательства Швеции, Норвегии и Исландии преследуют за покупку секс-услуг, но не за продажу.
Другие законы, преследующие преступление без потерпевшего, принимаются якобы для защиты несовершеннолетних: яркий пример — преследование за «взаимное изнасилование несовершеннолетних по взаимному согласию», запрет демонстрации жестоких и непристойных сцен в масс-медиа, и запрет на употребление табака и алкоголя. Данные законы постулируют, что несовершеннолетний человек является недееспособным и не может здраво оценивать последствия своих действий, из чего якобы вытекает необходимость запретить определённые действия лицам до определённого возраста, несмотря на то, что подобные запреты также причиняют неудобства и зачастую нарушают права взрослых дееспособных людей.

### Специфические аргументы
Часто утверждается что суицид, эвтаназия и употребление психоделиков не должны преследоваться по закону. Данная позиция гласит, что если человек не причиняет физического вреда другим людям или их собственности, то любые его действия не должны преследоваться законом, включая нанесение вреда себе и своей собственности. С этой точки зрения, до тех пор, пока деяние не является принуждением или обманом, аморально использовать превентивное принуждение для его предотвращения.
Если человек употребляет наркотики (такие как кокаин или марихуана), но не наносит никому непосредственного вреда, часто считается, что подобное деяние не должно быть незаконным, поскольку нет потерпевшего. Некоторые также полагают, что вождение в состоянии алкогольного опьянения не должно быть незаконным, если доказано, что ущерб, причинённый навыкам вождения у водителя, недостаточен для создания ДТП и нанесения вреда другим людям. Во многих странах законодательно требуется определение содержания алкоголя в крови с целью доказать, что имело место вождение в состоянии алкогольного опьянения. Разногласия возникают по вопросу, на каком уровне должна быть граница между нанесением вреда себе и нанесением вреда другим.
В иных случаях, постулирование какого-либо деяния незаконным само по себе может быть причиной преступления. Сторонники легализации наркотиков утверждают, что все криминальные деяния, совершаемые потребителями наркотиков (насилие, кражи, итд.) происходят в основном потому, что потребитель уже поставлен вне закона и ему уже нечего терять, и что криминальной деятельности в среде потребителей наркотиков было бы меньше, если бы они не считались преступниками априори. Часто в пример приводится «сухой закон» в США, введение которого привело к огромным бутлегерским прибылям для таких, как Аль Капоне. Можно также указать на успех декриминализации хранения любых наркотиков в Португалии, в противовес якобы идущим рука об руку с легализацией наркотиков преступностью и смертями.
В большинстве штатов США действуют законы, запрещающие ездить на мотоцикле без шлема или водить машину без ремней безопасности на том основании, что оплачивать возмещение ущерба от аварии приходится всему обществу посредством налогов на здравоохранение. Эти законы вызывают возмущение среди байкеров, поскольку те считают, что, в отличие от езды на автомобиле, езда на мотоцикле — это выражение личной свободы человека, и общество не вправе брать на себя ответственность за человека, который хочет сам отвечать за последствия своих действий.

## Примеры легализации

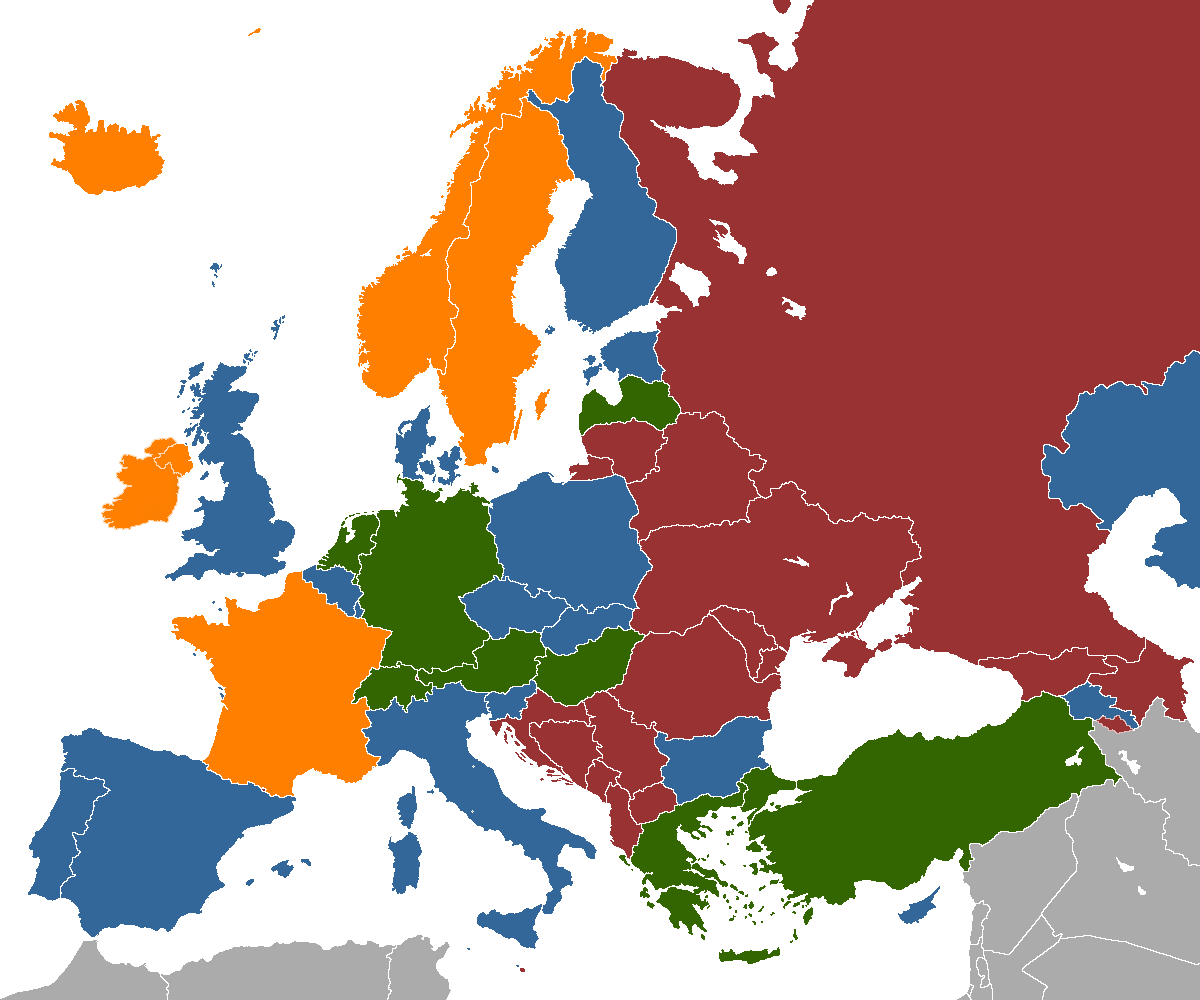
Проституция легальна
Запрещены бордели и сутенёрство
Проституция запрещена
Преследуются клиенты
Нет данных

В мировой практике известны многочисленные как легализации, так и присвоения статуса «преступления без потерпевшего» для разных действий. Чаще всего это распространение и употребление алкоголя и лёгких наркотиков, нетрадиционная сексуальная ориентация, проституция и эвтаназия. Для европейских стран в последние десятилетия характерна тенденция к легализации этих явлений.
В Нидерландах легализовано курение марихуаны, как для граждан, так и для интуристов. В Австралии и Португалии разрешено хранить не более 50 грамм марихуаны. «Сухой закон» в США отменён, и есть тенденция к легализации конопли и других «незаконных веществ», как в США, так и в других странах. Занятие проституцией легализовано в таких странах, как Аргентина, Австралия, Бразилия, Канада, Колумбия, Коста-Рика, Франция, Германия, Греция, Мексика, Италия, Турция, Израиль, и во многих других.